# 粒子統計
粒子統計（りゅうしとうけい、英: Particle statistics）は、統計力学上の粒子の集団の性質やふるまい。またはそれらを表す確率密度分布のこと。

## 古典統計
古典力学において、系のすべての粒子（素粒子および複合粒子）は区別可能である。すなわち、ある系において個々の粒子をそれぞれ標識し追跡できる。いずれかの2粒子の位置を入れ替えると、系全体の配置は別物として扱われる。また、粒子の位置といった系内でとりうる状態についてひとつの状態を2つ以上の粒子がとることに制約はない。このような古典力学の粒子のふるまいは、粒子統計上はマクスウェル＝ボルツマン統計（M-B統計）で表される。

## 量子統計
量子力学上の一部の粒子は各個を区別不可能である。これは、同種粒子の集合からなる系の中のいずれか二つの粒子を入れ替えても、系全体の状態はまったく変わらない（量子力学の言葉では、「系の波動関数が構成粒子の交換について不変」）ことを意味する。また、異なる性質の粒子（例えば、電子と陽子）からなる系の場合も、同種粒子同士の交換について系の波動関数は不変である。つまり、同種粒子のみからなるそれぞれの系に分けて考えたときに、その構成要素の交換に対して不変である。
このような粒子のふるまいを量子統計という。
量子統計の全てにとって根本的である系の同種粒子交換対称性は、スピン統計定理に則り、次の二つの統計的性質に分類できる。

### ボース・アインシュタイン統計
系のあらゆる二つの粒子の交換について、系の状態は対称となる。すなわち、系の波動関数は交換前と交換後で同一。
系の波動関数が変化しないことは、系の状態について次の非常に重要な帰結を導く。すなわち、系が取りうるある一つの状態を同時に占めることのできる粒子の数に制限がない。ボース＝アインシュタイン統計に従う粒子は整数スピンを持つものである。このような性質の粒子は、ボース粒子と呼ばれている。ボース粒子の例は、光子やヘリウム4原子などがある。B-E統計に従う系の特徴的ふるまいの一例として、多数の粒子の集団が一点に集まって同一状態をとるボース＝アインシュタイン凝縮がある。

### フェルミ・ディラック統計
系のあらゆる2粒子の交換について、系の状態は反対称となる。すなわち、系の波動関数は交換前と交換後で正負が逆。
系の波動関数の符号以外の値は変化しない。
排他定理
同一状態にある2つの粒子を考えるとき、粒子の座標を交換しても系全体の状態（波動関数）は不変である。すなわち交換対称である。
この交換対称性とフェルミ＝ディラック系の交換反対称性とを組み合わせると、「交換前および交換後のいずれについても系の波動関数はゼロ」の場合にのみ成立する。これは、フェルミ＝ディラック統計において、2つ以上の粒子が同一の状態をとらないことを示す。これはパウリの排他原理と呼ばれる。
半整数スピンを持つ粒子（フェルミ粒子）はフェルミ＝ディラック統計に従う。フェルミ粒子の例は、電子、陽子、およびヘリウム-3などがある。